# Paramoron
Paramoron – rodzaj chrząszczy z rodziny kózkowatych i podrodziny zgrzypikowych. 

## Zasięg występowania
Przedstawiciele tego rodzaju występują w Papui Nowej Gwinei.

## Systematyka
Do Paramoron należą 2 gatunki:
- Paramoron diadematum,
- Paramoron singulare.